# لوبیخنگا ویلکا
لوبیخنگا ویلکا (به لاتین: Lubiechnia Wielka) یک روستا در لهستان است که در گمینا ژپین واقع شده‌است. لوبیخنگا ویلکا ۵۰۱ نفر جمعیت دارد.